# 赤星直忠博士文化財資料館
赤星直忠博士文化財資料館（あかぼしなおただはくしぶんかざいしりょうかん/あかほしなおただはくしぶんかざいしりょうかん）は、神奈川県横須賀市長坂二丁目にある私設歴史資料館。神奈川県の考古学研究の先駆者・赤星直忠（あかほし なおただ）に教示を受けた県下の考古学研究者・民間企業家らの有志により設立・運営されており、赤星が調査した遺跡の出土遺物などを展示し、その学問的業績を顕彰している。

## 概要
横須賀市出身の赤星直忠は、大学などの研究機関に所属しない在野の考古学研究者であったが、神奈川県内での遺跡調査に参加して多岐にわたる研究を行い、1961年（昭和36年）に論文「横穴古墳の編年研究」により國學院大學から文学博士号を取得した。その生涯に多くの論文・著作を発表して神奈川県や鎌倉市、逗子市、横須賀市などの文化財保護委員を歴任し、『鎌倉市史』などの編纂にも携わった。
赤星が遺跡調査の過程で書き留めたノートやメモ類、写真などは「赤星ノート」と呼ばれ、大半は赤星の生前に神奈川県立埋蔵文化財センターに寄贈された。現在は神奈川県教育委員会文化遺産課が保管している。一方、赤星が亡くなるまで手元で保管し続けた記録類は、赤星の没後、赤星直忠博士文化財資料館が引き継ぐこととなった。その一部は『赤星直忠考古学研究資料デジタルアーカイブ』としてオンライン公開されている。
資料館は赤星が採集した文化財や赤星ノートなどの文献の散逸を防ぎ、考古学・歴史の研究資料として活用するために、宇内建設をはじめとする有志により設立された。直接の運営者は地元企業の宇内建設株式会社であるが、その背景には同社の役員が親子2代にわたり赤星から郷土史や考古学について教えを受けたことがある。
開館時間や閉館日は宇内建設の営業時間に準じ、8時から17時、定休日は日曜日・祭日・第2・第4土曜日である。職員の解説を希望の場合、事前予約が必要である。
不定期に『赤星直忠博士文化財資料館だより』を刊行している。